# 1983년 전국장애인체육대회
제3회 전국장애인체육대회는 1983년 9월 15일부터 9월 16일까지 2일 간 서울에서 개최되었다. 당시에는 '전국 장애자 체육대회' 또는 '전국 장애자 체전'이라는 명칭을 사용하였다. 이 대회는 한국장애자재활협회와 문화방송이 공동주최하였다. 개회식은 15일 오전 10시 현대건설 운동장에서 개최되었으며 서울농아학교 학생 160여 명의 부채춤과 볼체조, 매스게임 등으로 끝났다.

## 장소
- 정립회관
- 서울YMCA체육관
- 현대건설 운동장 (서울특별시 종로구 신문로, 구 서울고등학교 부지)
- 여의도 체육공원

등 총 5곳

## 종목
- 육상: 100m, 60m, 투포환, 멀리뛰기
- 마라톤
- 역도
- 수영
- 탁구
- 태권도
- 궁도
- 사격